# Оливейра (Амаранте)
Оливейра (порт. Oliveira) — район (фрегезия) в Португалии, входит в округ Порту. Является составной частью муниципалитета Амаранте. По старому административному делению входил в провинцию Дору-Литорал. Входит в экономико-статистический субрегион Тамега, который входит в Северный регион. Население составляет 952 человека на 2001 год. Занимает площадь 3,43 км².
Покровителем района считается С.-Паиу (порт. S. Paio).